# Edmund Barton
Edmund Barton, GCMG, QC (Glebe, Nueva Gales del Sur, 18 de enero de 1849-Medlow Bath, Nueva Gales del Sur, 7 de enero de 1920) fue un político y juez australiano. Fue primer ministro de su país y miembro fundador de su Corte Suprema. Es recordado por su cita «Por primera vez, tenemos una nación para un continente, y un continente para una nación». Su principal contribución a la historia de Australia fue su gestión del movimiento federativo durante la década de 1890. Elegido en la elección inaugural en la elección federal de 1901, dimitió como primer ministro de Australia en 1903 para asumir como juez de la Suprema Corte de Australia.

## Primeros años

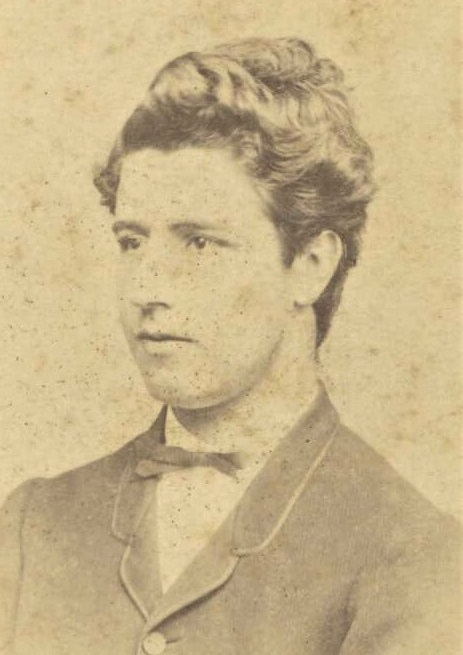
Barton a los 17 años.

Barton nació en Glebe, un suburbio de Sídney, fue el noveno hijo de William Barton, un agente de bolsa, y Mary Louise Barton. Cursó estudios en el Fort Street High School y Sydney Grammar School, donde conoció a su amigo de toda la vida y compañero en la Corte Suprema de Justicia, Richard O'Connor. Se graduó con distinciones y obtuvo la medalla de la universidad en estudios clásicos de la Universidad de Sídney, donde también mostró considerables aptitudes como bateador de críquet. Se convirtió en abogado en 1871. En un viaje para jugar cricket a Newcastle en 1870, conoció a Jane Mason Ross, con quien se casó en 1877.
En 1879 arbitró un partido de críquet en el Sydney Cricket Ground entre Nueva Gales del Sur y un equipo inglés en gira cuyo capitán era lord Harris. Luego de una decisión controvertida tomada por el otro árbitro compañero de Barton, los espectadores invadieron el campo de juego, en lo que fue la primera pelea en un partido internacional de críquet. Barton ayudó a controlar la situación, y ganó importante publicidad por sus esfuerzos, lo que algunos argumentan lo ayudó en la política.

### Política en el estado

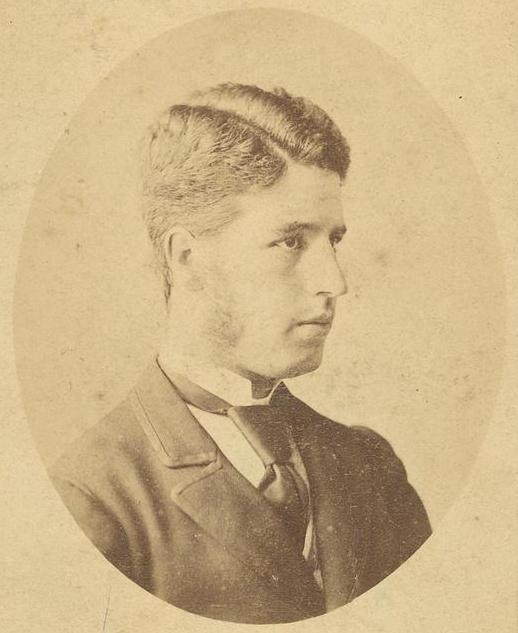
Barton a los 23 años.

En 1876, Barton se postuló para la asamblea legislativa en la encuesta de graduados de la Universidad de Sídney, pero fue vencido por William Charles Windeyer por 49 votos a 43. Fue nuevamente vencido en dicho distrito en 1877, pero finalmente ganó en las elecciones de agosto de 1879. Cuando fue abolido en 1880, se convirtió en el representante por Wellington, entre noviembre de 1880 a 1882, y East Sydney, entre noviembre de 1882 a enero de 1887. Para esta época Barton consideraba «casi innecesario» explicitar su apoyo por el libre comercio. En 1882 se convirtió en Speaker of the Assembly y, en 1884, fue elegido presidente de la University of Sydney Union. En 1887 fue designado en la Cámara legislativa de Nueva Gales del Sur por propuesta de sir Henry Parkes. En enero de 1889, aceptó ser designado procurador general en el gobierno de George Dibbs bajo el Partido Proteccionista, a pesar de su antiguo apoyo al libre comercio. Este gobierno solo duró hasta marzo, cuando Parkes formó otro gobierno.

## Campaña a favor de la federación

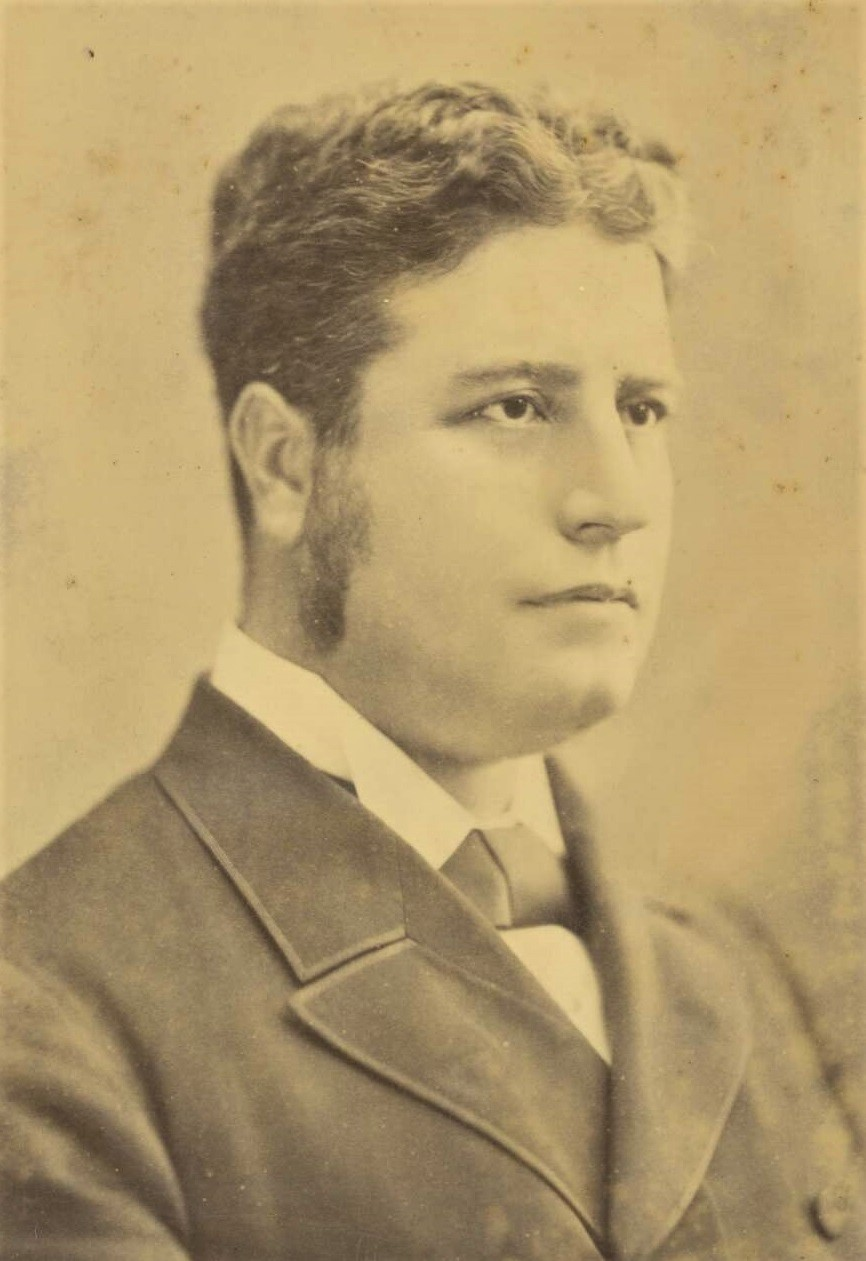
Barton a los 34 años.

### Convención nacional australiana-asiática de 1891
Barton apoyó desde muy temprano la federación, tema que pronto se convirtió en un ítem de peso en la agenda política después del discurso de Henry Parkes llamado Tenterfield Oration, y fue un delegado a la Convención nacional australiana-asiática de marzo de 1891. En la convención fue muy claro respecto a su apoyo al principio de que «el comercio y las relaciones ... deben ser completamente libres» en una Australia federal. También sostuvo la idea de que no solo la cámara de diputados, sino que también la cámara de senadores debían poseer representantes elegidos por el pueblo, y que se debía anular el tribunal especial de privilegios (Privy Council). También participó en la escritura de un borrador de la constitución, que era muy similar a la constitución de Australia promulgada en 1900.
Sin embargo, el apoyo de los proteccionistas a la federación era muy tibio, y para junio de 1891, Barton resignó al Consejo y se postuló como candidato para el Este de Sydney y anunció que «mientras proteccionismo implique un ministerio de enemigos a la federación, no contarán con su voto». Ganó la elección y posteriormente votó por Parkes, pero rehusó formar parte de su gobierno minoritario. Después de que el partido Laborista le retirase su apoyo y el Gobierno cayó en octubre de 1891, Parkes lo persuadió de tomar el liderazgo del movimiento federal en Nueva Gales del Sur.

### Abogado General por segunda vez
Dibbs formó un gobierno Proteccionista y Barton acordó ser el Abogado General con el derecho de llevar a cabo prácticas privadas como abogado. Su trato estaba basado en que Dibbs estaba de acuerdo en apoyar resoluciones federales en la siguiente sesión parlamentaria. Su intento de hacer un borrador de las resoluciones federales fue retrasado durante un tiempo siendo primer ministro de Nueva Gales del Sur, cuando tuvo que vérselas con la huelga de mineros de Broken Hill en 1892 y la consecuencia de una compleja reforma electoral. Introdujo las resoluciones federal en la Corte el 22 de noviembre de 1892, pero no pudo hacer que las consideraran en el comité. Mientras tanto, empezó una campaña para extender el apoyo para la federación de la gente con reuniones en Corowa y Albury en diciembre de 1892. Aunque finalmente consiguió que las resoluciones federales fueran consideradas en comité en octubre de 1893, no pudo hacer que se debatieran en la Corte. En diciembre, él y Richard O'Connor, el ministro de Justicia, fueron cuestionados sobre su acuerdo para actuar como abogados privados contra el Gobierno en Proudfoot contra los Comisionados del Ferrocarril. Mientras Barton renunció por escrito, perdió una moción sobre el derecho de los ministros para ejercer en su capacidad profesional como abogados en acciones contra el Gobierno e inmediatamente dimitió como Abogado General.
En julio de 1894, Barton se presentó a la reelección en el distrito electoral de Randwick (el electorado multimiembro del Este de Sydney había sido abolido), y perdió. No se presentó a las elecciones de 1895, por la necesidad de mantener a su gran familia durante un período en el que los parlamentarios no eran pagados. Sin embargo, continuó la campaña para la federación y durante el período entre enero de 1893 y febrero de 1897, Barton realizó cerca de 300 reuniones en Nueva Gales del Sur, incluyendo el barrio de Ashfield, en Sydney, donde declaró: «Por primera vez en la historia, tenemos una nación para un continente y un continente para una nación». En marzo de 1897 fue considerado el «líder reconocido del movimiento federal en toda Australia».

### Convención Federal de Australasia y referéndum
En 1897 Edmund Barton encabezó la votación de los delegados elegidos en Nueva Gales del Sur a la Convención Constitucional, que desarrolló una constitución para la federación propuesta. Aunque Sir Samuel Griffith escribió gran parte del texto de la Constitución, Barton fue el dirigente político que la llevó a la Convención.
En mayo de 1897 Barton fue nombrado por segunda vez al Consejo Legislativo con la recomendación de Reid para hacerse cargo de la candidatura de la federación en la Corte Suprema. Esto convirtió a Reid en Abogado General, John Henry Want tuvo carta blanca para oponerse a la candidatura. En septiembre de 1897 la convención se reunió en Sydney para considerar 286 enmiendas propuestas de las colonias. Finalizó su borrador para la constitución en marzo de 1898, y Barton volvió a Nuevo Gales del Sur para liderar la campaña para el «Sí» en el referéndum de junio. Aunque obtuvo un apoyo mayoritario, sólo consiguió 71 595, siendo 80 000 el mínimo requerido para aprobarse.
En julio de 1898 Barton dimitió de la Corte Suprema para presentarse contra Reid en la elección a la Asamblea Legislativa, pero perdió por poco. En septiembre ganó una elección parcial para Hastings y Macleay y fue elegido inmediatamente elegido líder de la oposición, que consistía en una mezcla de proteccionistas profederación y antifederación. En enero de 1899 Reid obtuvo concesiones significantes de los otros estados y se unió a Barton en una campaña para el segundo referéndum en junio de 1899, con Barton haciendo campaña por todo el estado. El referéndum salió adelante con 107 420 votos contra 82 741.
En agosto de 1899 estuvo claro que el Partido Laborista podría maniobrar para vencer al Gobierno de Reid, Barton dimitió como líder de la oposición, ya que era inaceptable para los Laboristas, y William Lyne ocupó su lugar. Rechazó una oferta para volver a ser Abogado General. Dimitió del Parlamento en febrero de 1900 de tal manera que pudo viajar a Londres con Alfred Deakin y Charles Kingston para explicar la federación al Gobierno Británico, el cual fue inflexible en su oposición a la abolición de las apelaciones para el Consejo Privado, como incorporaba en el borrador de constitución que finalmente fue acordado por Barton en la que las materias constitucionales (inter se) se finalizarían en la Corte Suprema, pero otras paterias podrían ser apeladas al Consejo Privado.

## Primer ministro

Fotografía de 1898 del futuro primer primer ministro de Australia Edmund Barton, a la edad de 49 años, y el segundo primer ministro de Australia Alfred Deakin.

Poca gente dudaba que Barton, como el impulsor del federalismo del estado más antiguo, merecía ser el primer primer ministro de la nueva federación. Pero, en cambio, el nuevo Gobernador General, Lord Hopetoun, invitó a Sir William Lyne, el primer ministro de Nueva Gales del Sur, a que formara un Gobierno. Dado que aún no se había formado un parlamento federal la convención de asignar al líder del partido mayoritario en la cámara de diputados no era aplicable. La decisión de Hopetoun, conocida como Hopetoun Blunder, se puede argumentar que era correcta desde el punto de vista de que Lyne poseía una carrera política más extensa, pero como Lyne era un opositor a la federación su candidatura era inaceptable para los federalistas más prominentes como Deakin, quien rehusó trabajar bajo sus órdenes. Luego de una serie de tensas negociaciones Barton fue designado primer ministro y se armó un gabinete.
La principal tarea de Barton era organizar las oprimeras elecciones federales, que se realizaron en marzo de 1901. Su gabinete se compuso de él como primer ministro y ministro de Asuntos Internacionales, George Turner como tesorero, Alfred Deakin como procurador general, John Forrest como ministro de Defensa, William Lyne como ministro de Asuntos Internos, Charles Kingston como ministro de Comercio y Aduana y James Drake como responsable general del Correo, Richard O'Connor como Vicepresidente del Consejo Ejecutivo y Elliott Lewis como Ministro sin ministerio. Barton fue elegido sin oposición en la banaca por Hunter y su partido proteccionista ganó suficientes bancas como para formar un gobierno con el apoyo del Partido laborista. Todos sus ministros fueron elegidos, excepto Elliott Lewis, quien no se postuló en la elección y fue reemplazado por Sir Philip Fysh.
Entre las primeras leyes aprobadas por el Gobierno de Barton se encuentra el Acta de Restricción de la Inmigración, que convirtió en ley la política de la Australia Blanca. Como parte del acuerdo para apoyar al Gobierno, el Partido Laborista exigía legislación para limitar la inmigración desde Asia, aunque ya de hecho Barton había prometido durante su campaña la introducción de la política de la Australia Blanca. Barton expresó: «Nunca fue la intención que la doctrina de la igualdad del hombre fuera utilizada respecto a la igualdad del ciudadano de origen inglés y el de origen chino». Una reforma destacable fue la introducción del sufragio femenino para las elecciones federales de 1902.
Durante gran parte de 1902 Barton permaneció en Inglaterra durante la coronación del rey Eduardo VII. También utilizó este viaje para negociar el reemplazo de los acuerdos navales entre las colonias australianas y el Reino Unido (mediante los cuales Australia pagaba a la Royal Navy por protección frente a amenazas navales externas que pudiera sufrir) por un acuerdo entre la Mancomunidad y el Reino Unido. A Deakin no le gustaba este acuerdo y lo anuló en 1908, pero, en cambio, expandió de manera sustancial las fuerzas navales australianas.
Barton era un conservador moderado, y a los miembros más liberales de su partido no les gustaba su actitud relajada con respecto a la política. En septiembre de 1903 Barton dejó el Parlamento para convertirse en uno de los jueces fundadores de la Suprema Corte de Justicia de Australia. Fue sucedido como primer ministro por Deakin el 24 de septiembre.

## Carrera judicial

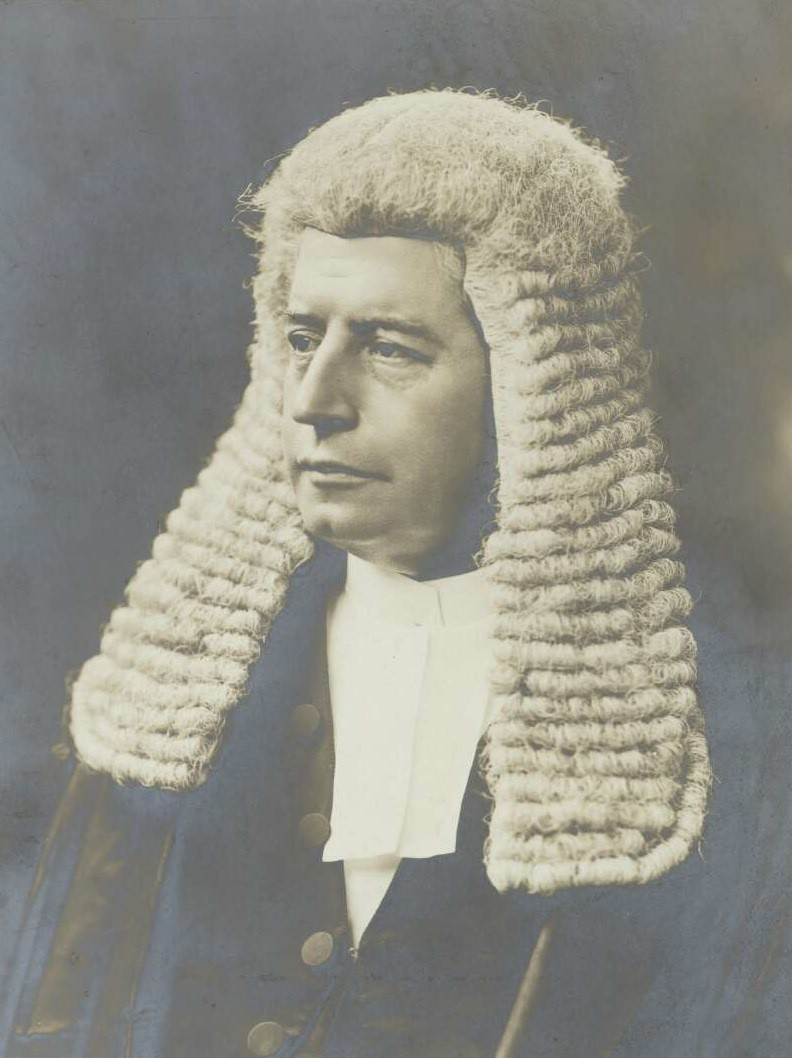
Barton en 1903, a los 54 años de edad, Juez de la Suprema Corte de Justicia de Australia.

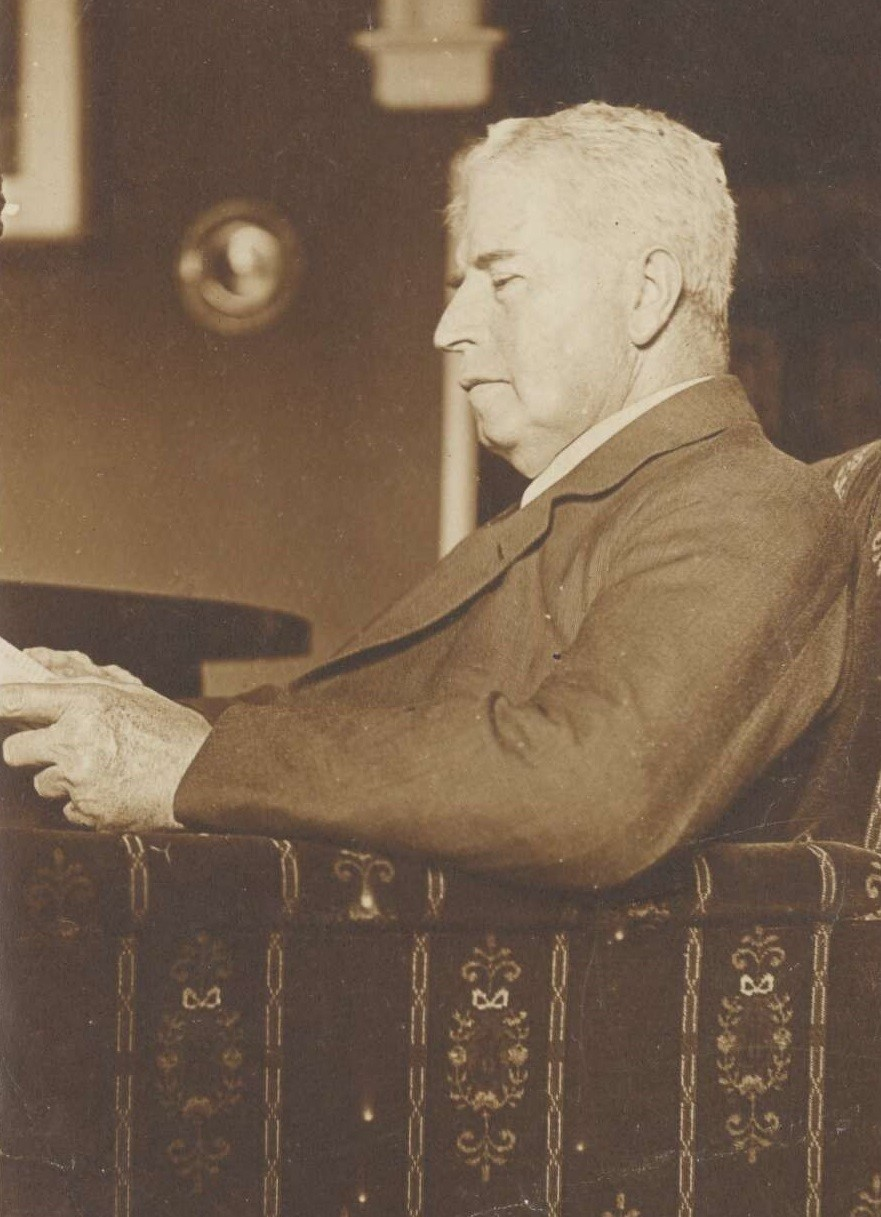
Barton a los 65 años

En su rol de juez Barton era considerado un juez bueno y «escrupulosamente imparcial», y adoptó la misma postura de conservador moderado que había implementado en la política. Junto con sus colegas Griffith y O'Connor intentaron preservar la autonomía de los Estados y desarrollaron una doctrina de «instrumentación de inmunidades implícitas», que evitaba que los Estados pudieran imponer impuestos sobre los oficiales del Commonwealth, y también evitaba que el Commonwealth arbitrara en las disputas laborales en los ferrocarriles de los Estados. 
Ellos también interpretaron en una forma restringida los poderes del Gobierno federal en temas comerciales e industriales. A partir de 1906 Barton comenzó a tener serias diferencias de opinión con Isaac Isaacs y H.B. Higgins, los dos miembros liberales de la corte elegidos por Deakin.

## Muerte
Barton murió de un ataque al corazón en el Hydro Majestic Hotel, Medlow Bath, New South Wales. Fue enterrado en el Cementerio General Sur del barrio de Sydney de Vaucluse. Fue sobrevivido por su mujer y seis hijos.

## Honores
Barton rechazó el título de Caballero en 1887, 1891 y 1899, pero aceptó el nombramiento de caballero gran cruz de la Orden de San Miguel y San Jorge en 1902. Recibió un Doctorado en Leyes Honorario por la Universidad de Cambridge en 1900.